# Banchus polychromus
Banchus polychromus är en stekelart som beskrevs av Léon Abel Provancher 1888. Banchus polychromus ingår i släktet Banchus och familjen brokparasitsteklar. Inga underarter finns listade.